# 夢咲こよい
夢咲 こよい（ゆめさき こよい、1981年11月4日 - ）は、日本のAV女優。神奈川県出身。

## 略歴
2005年にAVデビュー。 
「HOW TO SEX 2005」にて、水城梓と血縁はないものの姉妹という設定で共演。
手を握り合ってのキスなど姉妹という設定ではあり得ないほどの熱演を見せている。

## 作品

### アダルトビデオ
2005年
- パンスト・フェティッシュ Ver.2（3月10日、AVS）
- 奥さまはレンタル中2 ～時間制限あり～（3月12日、クリスタル映像）オムニバス作品
- 若妻白書（4月21日、オーロラプロジェクト）
- ボッキンTV Vol.02（7月7日、ディープス）オムニバス作品
- R-32 夢咲こよい（8月16日、ラファエロ）
- 夏☆美脚（8月19日（セル）/ 8月26日（レンタル）、笠倉出版社オムニバス作品
- 野外プレイ 3時間スペシャル 4（8月19日、クリスタル映像）オムニバス作品
- Queen's 6 憧れのキャンペーンガール（9月15日、イマージュ）オムニバス作品
- ウィークテンダー 第二巻（8月12日、GIGA）
- 騎乗位ナースだぴょん!2（8月18日、ディープス）
- 連続生中出し 夢咲こよい（8月20日、中出し本舗）
- AV女優をBARに連れて行き客にバレないようにSEX（8月20日、ホットエンターテイメント）オムニバス作品
- 美人グラビアアイドルがレズ監督（8月25日、ホットエンターテイメント）監督:赤松恵
- イイ女狩り 8（8月26日、うまなみ。（ケイ・エム・プロデュース））
- トリプルエックス ニンフズ&ヴィーナス（9月10日、オーロラプロジェクト）
- paradise of tokyo（パラダイスオブトーキョー）（9月15日、ドグマ）
- レズの罪（9月15日、ドグマ）共演:芽菜 監督:三上翔子
- 近親相姦（9月22日、桃太郎映像出版）他出演:酒井ちなみ
- S級素人ギャル千人斬り! 3（9月23日、うまなみ。（ケイ・エム・プロデュース））
- お姉さん黒Stocking（9月23日、笠倉出版社）オムニバス作品
- Lip Fuck Fetish（10月20日、ネクストイレブン）オムニバス作品
- 美人教師狩り 4（10月21日、クリスタル映像）オムニバス作品
- 街角でコスプレの脇の切れ目に手を入れて指マンするのが最高（10月25日、ホットエンターテイメント）
- うまなみプレゼンツ 11 S級 素人ギャル千人斬り! 4時間 2（11月18日、おかず。（ケイ・エム・プロデュース））うまなみ。作品『S級 素人ギャル千人斬り! vol.3」のセルDVD化作品 他多数出演
- 公園トイレで露出ビデオ撮影中にレ○プ魔に襲われる~本物のレ○プを撮影する方法~（11月25日、ホットエンターテイメント）オムニバス作品

2006年
- 24人のカリスママダムズ（1月20日、おかず。（ケイ・エム・プロデュース））オムニバス作品
- 満たされない人妻4時間（2月17日、おかず。（ケイ・エム・プロデュース））
- 昼メロレイプ 若妻美肉いじり（3月16日、ヒビノ）
- 猫耳メイド集団痴女にご主人様と呼ばれながらご奉仕SEX受けてみませんか?（3月17日、アリスJAPAN）
- 弁護士 Glamorous ［場違いなカラダ］（4月10日、ドリームチケット）
- Mトランス（4月19日、ドグマ）
- 猥褻モデル 2 [普段は脱がないオンナ]（5月15日、ドリームチケット）
- 密室フェロモン 7（5月19日、ドグマ）
- うまなみプレゼンツ18イイ女狩り4時間 3（5月19日、おかず。（ケイ・エム・プロデュース））うまなみ。作品『イイ女狩り8』のセルDVD化作品
- レズビアンズ3（6月19日、ドグマ）
- 変態よいこアニメ学園（6月19日、クロス）
- 騙し中出し II（6月22日、甲斐正明事務所（ブリット））オムニバス作品
- 極楽往生 ～美女への老人変態愛玩趣味～ 夢咲こよい（7月23日、アロマ企画）
- ふたなりズム 4（8月19日、ドグマ）
- 極楽往生 ～美女への老人変態愛玩趣味～（12月15日、アロマ企画）

2007年
- ふたなりズム5（2月19日、ドグマ）

2009年
- 顔面騎乗 No.2（11月5日、バトル）